# Ołena Czekan
Ołena Wasiliwna Czekan, ukr. Олена Василівна Чекан; ros. Елена Васильевна Чекан - Jelena Wasiljewna Czekan (ur. 26 kwietnia 1946 w Kijowie, zm. 21 grudnia 2013 tamże) – radziecka i ukraińska aktorka, scenarzystka oraz dziennikarka. Członkini Narodowego Związku Autorów Zdjęć Filmowych Ukrainy, Narodowego Związku Aktorów Teatralnych Ukrainy oraz Krajowego Związku Dziennikarzy Ukrainy.

## Życiorys

### Życie prywatne
Jej rodzicami byli Wasilij Janowicz Czekan oraz Lubow Pawłowna Czekan-Tarapon. Wyszła za mąż za Stanisława Rodiuka, z którym miała syna Bohdana Rodiuka-Czekana.
Wiosną 2012 wykryto u niej guza mózgu w IV stopniu zaawansowania. Aktorka przeszła trzy operacje. Zmarła po długiej walce z glejakiem.

### Kariera aktorska
W 1972 ukończyła Wyższą Szkołę Teatralną im. Borisa W. Szczukina w Moskwie. Została w Moskwie i rozpoczęła karierę aktorską w Teatrze na Małej Bronnej, którą potem kontynuowała w Teatrze Dramatycznym im. Puszkina. Po powrocie do Kijowa kontynuowała działalność artystyczną w Teatrze-Studiu Aktora Kijowskiego Studia Filmów Fabularnych im. Ołeksandra Dowżenki oraz w Teatrze-Studiu Konstelacja.
W 1972 zadebiutowała w filmie Solaris. W latach 80. i 90. była znaną aktorką z filmografią obejmującą ponad 50 dzieł (role pierwszo- i drugoplanowe). Pracowała również przy ponad 30 projektach teatralnych. Była członkinią Związku Aktorów Teatralnych ZSRR i Ukrainy, Związku Autorów Zdjęć Filmowych ZSRR i Ukrainy.
Czekan słynęła z autorskich monodramów poświęconych twórczości Tarasa Szewczenki, Łesi Ukrainki, Wasyla Stusa, Mariny Cwietajewej, Osipa Mandelsztama, Michajła Bułhakowa, Aleksandra Błoka, Maksimiliana Wołoszyna, Borisa Pasternaka, Anny Achmatowej, Iosifa Brodskiego, Antoine'a de Saint-Exupery'ego i Federica Garcii Lorki. Występowała na scenach Domu Kina, Domu Artysty, Domu Aktora, Teatru Constellation Studio, a także w ukraińskich ośrodkach kultury. Jej muzyczne i poetyckie wieczory otwierały 73. sezon Domu Naukowców Akademii Nauk Ukrainy w Kijowie.
W latach 1981–1984 występowała w autorskich monodramach tworzonych w ramach twórczej grupy aktorów Państwowego Kina ZSRR. Prezentowała się przed żołnierzami w Kabulu i Bagram w Afganistanie. Została odznaczona odznaką Straży Granicznej ZSRR Za zasługi dla Ojczyzny. Wspólnie z poetką Liną Kostenko występowała dla strażaków i innych uczestników likwidacji skutków katastrofy w Czarnobylu.

### Kariera dziennikarska
Pracowała w ukraińskiej telewizji jako autorka i prowadząca programu Chwile wieczności w telewizji Inter, a potem w stacji 1+1 jako redaktorka kreatywna projektu Dokument. Od 2007 pracowała w społeczno-politycznym tygodniku „Tydzień Ukraiński” jako dziennikarka i asystentka redaktora naczelnego.
Jako niezależna dziennikarka Radia Swoboda relacjonowała wydarzenia podczas I wojny czeczeńskiej.
W 2001 wraz z Jurijem Makarowem napisała scenariusz 4-odcinkowego filmu dokumentalnego Mój Szewczenko, który w 2002 został nominowany do Nagrody Szewczenki.

## Publikacje
- Gwiazda Alexa Moskowicza (1992)

## Filmografia
- Solaris (1972)
- Niewygodny człowiek (1978)
- Rodzinny krąg (1979)
- Kobiety żartujące na serio (1981)
- Gwiżdżące kule (1981)
- Wrony (1982)
- Sekrety katedry św. Jerzego (1982)
- Trzy karabinki (1983)
- Nawiedzony przez duchy (1984)
- Most przez życie (1986)
- Premiera w Sośniwcu (1986)
- Zbliżanie się do przyszłości (1986)
- W pobliżu (1986)
- Rozpocznij śledztwo (1987)
- Cyganka Aza (1987)
- Niebieska Róża (1988)
- Grzesznik (1988)
- Jak mężczyźni rozmawiali o kobietach (1988)
- Więzień zamku (1988)
- Ostrzeżenie przed burzą (1988)
- Droga przez ruiny (1989)
- Chcę się przyznać (1989)
- Przemoc (1990)
- Doping dla aniołów (1990)
- Niagara (1991)[2][6]